# Trois couleurs: Blanc
Trois Couleurs: Blanc (la película titulada originalmente en polaco:Trzy kolory: Biały, parte de la trilogía de Trois Couleurs y proyectada en países de habla castellana como Blanc en Argentina y como Tres Colores: Blanco (España) es una película de comedia dramática psicológica artística helvética-polaca-francesa de 1994 coescrita, producida y dirigida por Krzysztof Kieślowski. Es la segunda de la trilogía Tres Colores.

## Reparto
- Zbigniew Zamachowski: Karol Karol
- Julie Delpy: Dominique Vidal
- Janusz Gajos: Mikolaj
- Jerzy Stuhr: Jurek
- Aleksander Bardini: El abogado
- Grzegorz Warchoł: El elegante
- Cezary Harasimowicz:El inspector
- Jerzy Nowak: El granjero
- Jerzy Trela: Monsieur Bronek
- Teresa Budzisz-Krzyżanowska: Madame Jadwiga

## Premios

### Festival Internacional de Cine de Berlín
- Oso de Plata - Mejor Director

Nominaciones
- Oso de Oro - Krzysztof Kieślowski

## Banda sonora

### Lista de canciones
(En inglés)
1. "The Beginning"
2. "The Court"
3. "Dominique Tries to Go Home"
4. "A Chat in the Underground"
5. "Return to Poland"
6. "Home at Last"
7. "On the Wisla"
8. "First Job"
9. "Don't Fall Asleep"
10. "After the First Transaction"
11. "Attempted Murder"
12. "The Party on the Wisla"
13. "Don Karol I"
14. "Phone Call to Dominique"
15. "Funeral Music"
16. "Don Karol II"
17. "Morning at the Hotel"
18. "Dominique's Arrest"
19. "Don Karol III"
20. "Dominique in Prison"
21. "The End"